# منوتا تکاه
منوتا تکاه بازیکن سابق کریکت زنان غرب هند است که پنج مسابقه دوستانه و شش بازی یک روزه بین‌المللی را بازی کرد. او در ژوئن ۱۹۷۳ اولین بازی خود را برای ایالت‌های غربی انجام داد و در برابر نیوزیلند بازی کرد. در مجموع، او ۵۷ مسابقه دوستانه و ۲۸ مسابقه بازی کرده‌است.